# Montreux
Montreux er en by i Schweiz med 25.984(2018) indbyggere. Den ligger i kantonen Vaud.
Byen er berømt for flere kulturbegivenheder, herunder Montreux Jazzfestival og – frem til 2003 – Festival d'Or, en pris der blev uddelt til kvalitets-tv-programmer.
I byen er rejst en statue af den kendte Queen-forsanger, Freddie Mercury, som boede i Montreux i perioder.